# Zugangsberechtigungssystem

Verschiedene mögliche Realisierungen

Der Begriff Zugangsberechtigungssysteme (ZBS), auch Verschlüsselungsstandards oder Verschlüsselungssysteme bzw. englisch Conditional access system (CAS), bezeichnet die beim Bezahlfernsehen eingesetzten Systeme zur Ver- und Entschlüsselung der Programminhalte.

## Allgemein
Das im Digitalfernsehen eingesetzte Verfahren zum Ver- und Entschlüsseln der Inhalte nennt sich Common-Scrambling-Algorithmus (kurz CSA). Damit ein Empfänger in der Lage ist, das Signal mittels CSA zu entschlüsseln, benötigt er ein sich ständig änderndes acht Byte breites Kontrollwort. Dieses Kontrollwort dem Empfänger zukommen zu lassen und dabei nur bestimmte Empfänger zu adressieren, ist die Aufgabe der CA-Systeme.

## Technisches Verfahren und Details
CA-Systeme bilden hierbei die Schnittstelle zwischen dem verschlüsselten DVB-Datenstrom und der Smartcard des Benutzers (oder Abonnenten). Der Anbieter sendet so parallel zu den Nutzdaten noch gesonderte Datenpakete namens ECMs (ECM = Entitlement Control Message). Mittels dieser ECM kann ein entsprechend autorisierter Empfänger das zu dieser Zeit gültige Kontrollwort errechnen und an den CSA-Dekoder übermitteln. Dieser nimmt dann das endgültige Entschlüsseln des Datenstroms vor.
Auf Empfängerseite wird ein CA-System üblicherweise durch eine an den Kunden gebundene Smartcard und ein kundenanonymes Conditional Access Module abgebildet. Das Modul filtert dabei die ECM-Pakete aus dem Datenstrom und errechnet mittels der gegebenen Information in Verbindung mit der Smartcard das entsprechende Kontrollwort. Die Logik des CA-Systems verteilt sich hier zum einen auf das Modul und zum anderen auf die Smartcard. Üblich ist es hierbei, kundenspezifische Daten auf der Smartcard vorzuhalten und diese nicht auslesbar durch Dritte zu machen.
Da sich unabhängig vom verwendeten CA-System immer ein eindeutiges Kontrollwort zum Entschlüsseln ergeben muss, können hierbei auch mehrere CA-Systeme parallel für einen einzelnen Datenstrom eingesetzt werden (Simulcrypt). Der Anbieter muss hierbei für jedes eingesetzte CA-System entsprechend eigene ECMs mitschicken.
Zusätzlich zur Information, die sich schon auf der Karte des Kunden befindet, und den ECMs senden all diese Verfahren noch Steuercodes über den eingehenden Datenstrom. Diese „Entitlement Management Messages“ (kurz EMMs) dienen dem gezielten Aktivieren oder Deaktivieren der Kundenkarten. Es besteht hierbei auch die Möglichkeit, dem Kunden mehr oder weniger Rechte bezüglich einzelner Angebotspakete einzuräumen, ohne dass der Kunde die Smartcard tauschen muss.

## Liste der verbreiteten CA-Systeme

### BetaCrypt, BetaCrypt-2
(CA-ID Sat 0x170n Kabel 0x172n)
BetaCrypt wurde von BetaResearch, einer Tochterfirma der KirchMedia, für die d-box verwendet. Es ist eine von Irdeto Access B.V. lizenzierte Software mit veränderter CA-ID, ansonsten ist es zu Irdeto identisch. Ursprünglich nutzten die Kirch-Sender DF1 (der erste digitale Bezahlfernsehsender in Deutschland), Premiere World (Zusammenschluss von DF1 und Premiere Digital) und später dessen Rechtsnachfolger Premiere dieses Verschlüsselungssystem.
Im Laufe der Zeit wurde BetaCrypt weiterentwickelt. So wurde mit der Markteinführung der d-box 2 auch eine neue Smartcard-Generation eingeführt, deren Seriennummern alle mit einem Z endeten. Diese Smartcards implementierten das „CAM-Crypt“. Dabei handeln die Smartcard und das CA-Modul in der Initialisierungsphase einen Schlüssel – den „CAM-Key“ – aus, mit dessen Hilfe die Smartcard sämtliche an das CA-Modul gerichteten Control Words verschlüsselt und mit dem das CA-Modul diese wieder entschlüsselt.
Nach der Insolvenz der Kirch-Gruppe und dem Verkauf von Premiere wurde die einem anderen Konzernzweig zugehörige Tochter BetaResearch verkauft und weitgehend liquidiert. Sie hat Lizenzrechte für BetaCrypt 1 vergeben und wurde in TecLic umfirmiert. Das kurz vor der Fertigstellung befindliche BetaCrypt 2 kam, auch aus firmenpolitischen Gründen, nicht mehr zum Einsatz und wurde durch ein gekapseltes Nagravision der Kudelski-Gruppe ersetzt. Die CAMs in den Receivern konnten so beibehalten werden und die Karten kommunizieren immer noch wie klassisches Irdeto, übertragen die Nagrapayload allerdings innerhalb der Irdeto-ECMs. Zuletzt wurde das Verfahren beim ORF-Digital-Programm des österreichischen Rundfunks parallel zu Cryptoworks eingesetzt. Wegen der auslaufenden Lizenz und der seit über fünf Jahren nicht mehr möglichen Wartung stellte man die Verbreitung zum 20. Mai 2008 ein.

### Betacrypt2
(CA-ID 0x171n) Betacrypt2 wird von der Comvenient GmbH & Co. KG weiterentwickelt und international vertrieben. Hitron, Artelecom und Nossa-tv Antina verschlüsseln im Betacrypt2-System.

### VideoGuard
(CA-ID 0x0900) VideoGuard von NDS wird u. a. seit 2009 von Kabel Deutschland im Simulcrypt-Verfahren mit Nagravision, seit 2008 von Kabel BW, von Tele Columbus im Simulcrypt-Verfahren mit Conax und von Sky Deutschland im Simulcrypt-Verfahren mit Nagravision eingesetzt. Außerdem nutzen es British Sky Broadcasting, DirecTV, D-Smart (Türksat 42° Ost), Sky Italia und OTE TV(Griechenland) auf Eurobird 9° Ost. Weit verbreitet ist das System auch auf den Sirius-Satelliten, insbesondere für skandinavische Sender, zum Beispiel Viasat. Es ist damit das weltweit vorherrschende CA-System. Es konnte noch nicht umgangen werden.
Als sein analoger Vorgänger kann VideoCrypt gelten. Weitere Varianten von Videoguard sind mVideoguard für mobile Anwendungen und Synamedia/Videoguard für Breitband-TV (IPTV), wie es zum Beispiel bei A1 Telekom Austria für A1 Kabel TV zum Einsatz kommt.

### Irdeto
(CA-ID 0x06nn)
Irdeto war ein frühes digitales Codiersystem (eingeführt 1995), das seinen ersten Einsatz im niederländischen Pay-TV (MultiChoice NL) fand. Es wird nur noch von wenigen Anbietern verwendet, da die meisten auf Irdeto-2 wechselten oder zu Hybridlösungen wie zum Beispiel getunneltem Nagra (aktuelles sky Deutschland Verfahren Stand 2009) übergingen. Entgegen der weit verbreiteten Meinung wurde Irdeto nie geknackt: es waren immer nur die Karten, die Schwächen aufzeigten und so das System immer wieder kompromittierbar machten.
Der Name Irdeto ist von der niederländischen Herstellerfirma Irdeto Access abgeleitet; er stellt eine Kontraktion von Ir. Den Toonder – nach dem Firmengründer Pieter den Toonder – dar, wobei Ir. die niederländische Abkürzung für einen Ingenieur mit Universitätsausbildung ist.
Beispiele der Angreifbarkeit der Karten waren unter anderem:
- Rückgabe korrekter Signaturen (zum „Unterschreiben“ eines gültigen ECMs)
- Timing der Signatur

#### Irdeto-2
Irdeto-2, eingeführt 2000, unterscheidet sich grundlegend von Irdeto-1. Werden bei Irdeto-1 lediglich die zur Berechnung der Controlwörter notwendigen Schlüssel verschlüsselt übertragen, erfolgt bei Irdeto-2 die gesamte Kommunikation vom Programmanbieter zur Smartcard verschlüsselt. Lediglich die Kopfdaten, die Header, und die Prüfsumme am Ende eines jeden Datenblockes sind mit denen von Irdeto-1 weitestgehend identisch. Dadurch funktionieren Irdeto-2 Smartcards auch in alten einst für Irdeto-1 gebauten CA-Modulen. Die von einer Irdeto-2 Smartcard zurückgegebenen Controlwörter sind ebenfalls verschlüsselt. Diese Form der Verschlüsselung der Controlwörter ist identisch mit dem von Betacrypt-1 bekannten CAM-Crypt.

#### Irdeto-3
Irdeto CAS 3 wurde auf der IBC 2009 vorgestellt.

#### Irdeto Cloaked
Irdeto Cloacked CA, das ohne eine Smartcard auskommt (Software CA), wurde auf der IBC 2011 vorgestellt.
Zum Beispiel der ORF bietet seine verschlüsselten Programme via Irdeto Cloaked unter dem Namen ORF DIGITAL DIREKT an. Der Vertrag dazu wurde 2016 mit Irdeto unterzeichnet.

### Cryptoworks
(CA-ID 0x0dnn)
Cryptoworks wird überwiegend auf Astra und Hotbird eingesetzt und beispielsweise von MTV Networks genutzt. Cryptoworks wurde ebenfalls vom Premiere-Konkurrenten Easy.TV als Verschlüsselung genutzt.
Cryptoworks wurde von Philips Electronic entwickelt. Philips hat inzwischen die Cryptoworks-Sparte an das niederländische Unternehmen Irdeto verkauft.

#### Cryptoworks-ORF
Auch der ORF bietet bereits seit April 2003 seinen Kunden die Möglichkeit, die ORF-Programme mit Cryptoworks zu entschlüsseln. Die alten BetaCrypt Smartcards wurden bis Ende April 2008 unterstützt.
Einige ORF-Cryptoworks-Receiver (Decoder) hatten/haben Probleme bei einem senderseitigen Codewechsel. Eine mit dem Sendebetrieb beauftragte ORF-Tochter ORS hat dazu in Kooperation mit dem Österreichischen Fachhandel einen Austauschservice für betroffene Hardware organisiert.
Im März 2025 wurde angekündigt, dass der Parallelbetrieb von Cryptoworks und Irdeto (seit 2009) nun tatsächlich auslaufen wird. Dann werden die ORF-Programme ausschließlich über Irdeto Smartcards und Irdeto Cloaked (software-basierter CA) angeboten.

#### Cryptoworks-Arena
Der ehemalige Bundesliga-Sender Arena nutzte für die Verbreitung über Astra eine verschärfte Version von Cryptoworks.
Mit arena gab es eine Spaltung der Smartcard-Technologien, einerseits die Größe (SIM-Format), andererseits der SIM-Leser. Dieser brachte Kompatibilitätsprobleme mit anderen Smartcards mit sich, wie etwa bei ORF-Karten.
Negativliste:
- Humax CR-FOX+ (zum Beispiel ORF)

#### Weitere in Cryptoworks codierte Sender
Digitürk, UPC Direct, CNN, MTV Networks, CzechLink, Wizja TV, Fox Kids Russia, Fox Kids Romania, VH1 Germany, BFBS TV, JSTV.

### Nagravision
(CA-ID 0x1800)
Nagravision wurde vom Schweizer Unternehmen Kudelski SA entwickelt. Es wurde lange Zeit vor allem bei Cyfrowy Polsat eingesetzt. Da fast alle Smartcardserien dieses Systems Schwachstellen aufwiesen, wurde bei vielen Pay-TV-Anbietern weltweit ein Wechsel auf das neuere Nagravision-Aladin-System durchgeführt. Nur noch sehr wenige Anbieter verwenden dieses System. Allerdings ist es in der Schweiz im Kabelnetz noch sehr verbreitet. UPC Schweiz und Teleclub setzten es weiterhin ein. Auf Druck von Teleclub musste die UPC deren Kanäle ab 2015 anders als mit Nagravision verschlüsseln. Die UPC Kanäle sind weiterhin mit Nagravision verschlüsselt.

### Nagravision Aladin
(CA-ID 0x1801 & 0x1810/ 0x17nn [Betacrypt]) Nagravision Aladin wurde vom Schweizer Unternehmen Kudelski SA entwickelt und ist eine Weiterentwicklung des älteren Nagravision-Systems. Von einigen Smartcardserien von Nagravision Aladin sind Sicherheitslücken bekannt, die es möglich machen, das System ohne gültiges Abonnement zu umgehen.
Die deutschen Pay-TV-Anbieter Sky Deutschland, Vodafone Kabel Deutschland und Unitymedia verwenden diese und eine speziell von Kudelski modifizierte Version von Aladin im Simulcrypt-Verfahren. Die Modifikation bezieht sich auf die Datenübertragung in EMMs (Entitlement Management Message) und ECMs (Entitlement Control Message). Die Datenbereiche werden hierbei im Betacrypt-Protokoll übertragen (CAID 0x17nn), sind jedoch mit dem Nagravision-Aladin-Algorithmus verschlüsselt. Damit ist es möglich, ältere Receiver mit eingebauten Betacrypt-CAMs (zum Beispiel d-box 1 und d-box 2) weiterhin einzusetzen.
Vor dem Abschluss des Vertrages zwischen dem Sky-Deutschland-Vorgänger PREMIERE und Kudelski SA war die für PREMIERE vorgesehene Karten-ROM-Softwareversion 120 bereits fertig gestellt. Der frühere PREMIERE-Chef Georg Kofler bestand allerdings darauf, die alten Receiver mit eingebautem Betacrypt nicht gegen neue Aladin-Receiver auszutauschen. Die neuen Aladin-Karten mussten also auch in alten Betacrypt-CAMs lauffähig sein. Da die Betacrypt-CAMs jedoch nur ECMs auf den CAIDs 0x1702 (Sat), 0x1722 (Kabel) oder 0x1762 (Österreich) aus dem Datenstrom filtern und zur Karte senden, mussten die neuen Karten in der Übergangsphase, in der die alten Betacrypt-Karten gegen neue Aladin-Karten ausgetauscht wurden, Betacrypt vollständig unterstützen.
Dadurch musste Kudelski nochmals Eingriffe in der ROM-120-Firmware vornehmen, um den Betacrypt-Kern einzuarbeiten. Wegen des Zeitdrucks soll die Software fehlerhaft sein, so dass die Möglichkeit bestand, das System, noch bevor der Kartentausch abgeschlossen und Betacrypt abgeschaltet wurde, zu umgehen. Bekannt ist bislang jedoch nur ein kommerzieller Crack der ROM120-Karten, der bereits mit Nagravision Aladin arbeitet.
Kudelski verteilt bereits seit August 2005 Karten mit dem ROM122, die wiederum mehr Sicherheitsupdates beinhalten.
Sky Deutschland (PREMIERE) und Kabel Deutschland setzen Aladin in beiden Formen seit November 2003 ein.
Kabel Deutschland verwendet für die zwar verschlüsselten, aber kostenlos empfangbaren Kanäle die neue Betacrypt-CAID 0x1751 im Simulcrypt-Verfahren zusammen mit der Aladin-CAID 0x1801.
Aladin wird zum Beispiel auch vom spanischen Anbieter DIGITAL+ (zusammen mit Cardmagedon), beim kanadischen Anbieter Dish und vom polnischen Anbieter Cyfrowy Polsat eingesetzt.
Nicht modifiziertes bzw. nicht getunneltes (oder auch „reines“) Nagravision Aladin wird fälschlicherweise oft als Nagravision 2 bezeichnet, da man Aladin irrtümlich mit der bei Sky Deutschland und Kabel Deutschland verwendeten Tunnelung mit Betacrypt in Verbindung bringt. Der offizielle Marken-Name von Kudelski SA für dieses System lautet allerdings „Aladin“.

### Nagravision Cardmagedon
(CA-ID 0x01nn [Mediaguard]) Nagravision Cardmagedon ist eine Weiterentwicklung des Aladin-Systems. Nagravision Cardmagedon wurde speziell für den spanischen Pay-TV-Anbieter DIGITAL+ entwickelt und wird für die Zugangskontrolle auf dem Satelliten Astra 19,2°E im Simulcrypt-Verfahren neben „reinem“ Nagravision Aladin (0x1801) verwendet. Ähnlich wie beim modifizierten Nagravision Aladin von sky Deutschland und Kabel Deutschland werden die Daten im SECA-Mediaguard-Protokoll (bei sky und Kabel Deutschland im Betacrypt-Protokoll) übertragen, um ältere DIGITAL+-Receiver mit eingebauten SECA-Mediaguard-CAMs weiterhin benutzen zu können.
Jedoch wird im Gegensatz zum modifizierten Aladin nicht nur ein Mediaguard-Wrapper (Verpackung) verwendet, sondern der komplette Daten-Payload wird zusätzlich zur Nagravision-Aladin-Verschlüsselung nochmals in Mediaguard verschlüsselt (Pseudocrypt). Diese doppelte Verschlüsselung macht es erheblich schwieriger, das System anzugreifen bzw. eine Emulation zu schreiben.
Nagravision Cardmagedon wird fälschlicherweise oft auch als SECA Mediaguard 3 bezeichnet und gilt bislang als sicher.
Allerdings kann Nagravision Aladin (CAID 0x1801), das neben Cardmagedon bei DIGITAL+ zum Einsatz kommt, wegen Sicherheitslücken in den ROM110-Karten umgangen werden, wodurch die Sicherheit von Cardmagedon keinen Effekt hat (da man mit Hilfe von Aladin an die aktuellen Steuerdaten gelangen kann).

### CONAX
(CA-ID 0x0bnn)

Das Conax-Logo

Conax wird hauptsächlich von skandinavischen Sendern eingesetzt. Mittlerweile wird Conax auch für die Kabelkiosk-Plattform von Eutelsat verwendet, die deutsche Kabelbetreiber wie EWT, Kabel & Medien Service (Kabelfernsehen München ServiCenter GmbH & Co. KG), WTC, Marienfeld MultiMedia, Deutsche Telekabel (Versatel) und weitere kleineren Netzbetreiber nutzen. Auch Tele Columbus verschlüsselt noch bis auf weiteres mit Conax, neben Videoguard im Simulcrypt-Verfahren. Das TechniSat-Radiobouquet auf dem Satelliten Astra 19,2° Ost war mit Conax verschlüsselt. Vom 1. Quartal 2008 bis zum 1. April 2009 wurde auch das Paket Premiere-Familie (Vormals Thema) über Satellit, zusätzlich zu Nagravision Aladin, in Conax verschlüsselt. Der österreichische Kabelbetreiber Liwest und der schweizerische Kabelbetreiber Digital Cable Group setzen ebenfalls Conax ein, ebenso die Angebote „intertainment-tv“ von „breitband.ch“ in der Nordwestschweiz. Entwickelt wurde es von der norwegischen Firma Telenor. Conax kommt auch in Pixx- und Rex-Receivern zum Einsatz. Für die Receiver-Hersteller besteht der Vorteil, dass keine Lizenzgebühren pro Gerät anfallen, weshalb Conax heute in vielen Receivern vorzufinden ist.

### SECA Mediaguard 1
(CA-ID 0x01nn) Mitte der 1990er Jahre Entwickelte die Firma Societe Europeenne de Controle D’Acces (SECA), das MEDIAGUARD Conditional Access System. Es war ein weit verbreitetes Codiersystem in den frühen Digital-TV-Zeiten und es wurde unter anderem in Frankreich, Spanien und Italien eingesetzt. Die SECA-1-Verschlüsselung wurde von SECA 2 abgelöst, da alle Smartcards dieser Generation Bugs aufzeigten und somit die Verschlüsselung umgangen werden konnte.

### SECA Mediaguard 2
(CA-ID 0x01nn)
SECA-2 ist der Nachfolger von SECA und wird derzeit in Frankreich, Belgien, Niederlande und Spanien verwendet. SECA-2 ging denselben Weg wie Irdeto zu Irdeto-2 und etablierte einen CAM-Key in der Kommunikation zwischen Smartcard und CAM.
SECA 2 (Spanien und vormals Italien) konnte anhand eines Bugs (Fehlers) auf der Smartcard SUN V7 erfolgreich umgangen werden. Mittlerweile hat Italiens Pay-TV seine Verschlüsselung auf NDS gewechselt und Spaniens auf Nagravision „Cardmagedon“, da die älteren SECA 2 Karten keinen zuverlässigen Schutz vor Schwarzsehern mehr boten. Auf den Karten der SECA 2 Pakete CA ID 0064 0067 0065 also die Karten Spaniens (DIGITAL+) und Italiens (Sky Italia) konnten die Bugs, die die Umgehung der Verschlüsselung ermöglicht haben, gefunden werden, auf allen anderen Karten, wie zum Beispiel jene von CANAL+ (Frankreich), TV Vlaanderen (Belgien) oder Canal Digitaal (Niederlande) konnten (bisher) noch keine schwerwiegenden Bugs gefunden werden.

### PowerVu, PowerVu+
(CA-ID 0x0e00) Diese Verschlüsselung wird vom American Forces Network der US-Armee und ehemals von Bundeswehr TV und Radio Andernach für die Versorgung auf ihren internationalen Stützpunkten verwendet. PowerVu wird ebenfalls verwendet, um Fernsehprogramme zur Beschickung von Kabelanbietern per Satellit zu übertragen oder DVB-C-Multiplexe zu tunneln. Um PowerVU-Sender zu entschlüsseln werden spezielle PowerVu-Receiver benötigt, wie sie bislang ausschließlich vom US-amerikanischen Hersteller Scientific Atlanta (heute Cisco Systems) produziert werden. Alle PowerVU-Receiver haben den Chip einer Smartcard in Form eines integrierten Schaltkreises bereits fest eingebaut. Dadurch besitzt jeder PowerVU-Receiver eine einzigartige Seriennummer und kann somit vom Programmanbieter individuell freigeschaltet, aber auch wieder gesperrt werden. Die meisten Receiver-Modelle besitzen außerdem einen Slot zur Aufnahme einer weiteren PowerVU-Smartcard.
Das System wurde Ende 2014 geknackt. Für die Entschlüsselung wird lediglich ein 7 Byte langer Management-Schlüssel benötigt. Bundeswehr TV und Radio Andernach stellten 2015 auf Conax um.

### Verimatrix, VCAS
VCAS (Verimatrix Content Authority System) ist ein softwarebasiertes System zum Schutz von digitalen Video- und Audio-Inhalten (Content Protection & Digital Rights Management System), das von Unternehmen im Bereich von IP Netzen (IPTV, FTTH, VoD) und DVB (DVB-S, DVB-T, DVB-C, DVB-H) Einsatz findet.

## Weitere CA-Systeme
Abel DRM Systems AS
(CA-ID 0x4AEB)
ACCESSGATE
(CA-ID 0x4800) von Telemann wird bei AsiaSat4 benutzt. Es kommen Smartcards und embedded CAS zum Einsatz.
BISS (Basic Interoperable Scrambling System)
(CA-ID 0x2600) Das CA-Verschlüsselungssystem besteht aus einem 6 Byte (12 Nibbles) langen Schlüsselwort („keyword“), aus dem danach die CWs generiert werden. Es kommen folglich auch keine Karten zum Einsatz. Wird oft für Feeds sowie beispielsweise bei türkischen Fernsehsendern auf 42° Ost während Sportübertragungen (z. B. Bundesliga) verwendet. Für einige Kanäle sind in der letzten Zeit die Schlüsselwörter ins Internet gelangt, wodurch die Verschlüsselung einiger Sender umgangen werden kann.
CerberCrypt
(CA-ID 0x4ADE)
ChinaCrypt
(CA-ID 0x49xx): Dieses CAS wurde von DTVIA und Philips Electronic für den chinesischen Markt entwickelt, es ist identisch mit Cryptoworks.
CodiCrypt
(CA-ID 0x22nn) von Scopus Network Technologies. Es konnte noch nicht umgangen werden.
Cryptoguard AB
(CA-ID 0x4AEA) keine Info
CTI (Beijing Compunicate Technology Inc.)
(CA-ID 0x4ABn)
Digicipher 2
(CA-ID 0x0700) Verschlüsselungssystem des Motorola 4DTV, in Nordamerika verbreitet. Nicht DVB-kompatibel.
Tandberg-Director
keine Info
DMV
keine Info
DRE-Crypt (Digi Raum Electronics Co. Ltd.)
(CA-IDs 0x4AE0 & 0x4AE1) wird bei tricolor-tv eingesetzt
DreamCrypt
(CA-ID 0x4a70) Dieses CA-Verschlüsselungssystem von Dream Multimedia wurde von X-Dream TV eingesetzt. Jetzt codieren INXTC TV und XPlus TV ihr Programm damit.
Griffin
(CA-ID 0x5501) von Nucleus Systems, Ltd. Bulsatcom und Athina Sat TV verwenden dieses Verschlüsselungssystem, bei dem Smartcards zum Einsatz kommen.
Icecrypt
(CA-ID 0x4a61) keine Info
KeyFly
(CA-ID 0x4aan) Sender auf Hispasat, Hotbird, Nilesat verwenden dieses Verschlüsselungssystem.
Latens
(CA-ID 0x4ACn)
Logiways
(CA-ID 0x4ADC)
MediaCipher
Verschlüsselungssystem von Motorola, in UPC-Kabelnetzen eingesetzt.
Neotion SHL (vormals SkyCrypt bzw. SkyPilot)
(CA-ID 0x4a60) Basieren auf dem EuroCrypt-Standard. Es wird vom Anbieter FreeX TV verwendet.
NetUP Inc. (ip-tv conditional access system)
(CA-ID 0x4AEF)
NOVEL_TONGFANG
(CA-IDs 0x4AF6 & 0x4B00 - 0x4B02) Kommt bei Chinasat zum Einsatz (zum Beispiel hdcctv).
OmniKrypt
(CA-ID 0x4ad4) Entwickelt von Widevine Technologies, Inc. Es wird von einigen Erotiksendern verwendet.
Panaccess
(CA-ID 0x4AFC) Deutsches Verschlüsselungssystem, im Einsatz z. B. beim bulgarischen Anbieter The W1 (Neterra) auf 0,8° West. Es wird auch beim Pay-TV Anbieter Satelio verwendet, der deutschsprachiges Programm über Astra 4A 4,8 Grad Ost in Namibia, Südafrika und anderen Teilen Afrikas anbietet.
RAS (Remote Authorisation System)
(CA-ID 0x1000) Professionelles System, nicht für Endverbraucher gedacht. Es kommen ähnlich wie bei BISS keine Karten zum Einsatz, sondern nur Passwörter.
RusCrypto (РусКрипто)
(CA-ID 0xa101) Russisches Verschlüsselungssystem
Safeview
(CA-ID 0x4B00) Spanien CA
ThalesCrypt
modifiziertes Viaccess 1
TROhyaccess/TROhyaccess 2.0
Ein neues russisches Verschlüsselungssystem, welches auf diversen Satelliten eingesetzt wird. Verwendet werden neben Smartcards und CAMs auch Receiver mit eingebautem Entschlüsselungsteil. Wird bei Black Sea Sat eingesetzt
Viaccess „1“ (Version 2.3), Viaccess „2“ (Version 2.4 und 2.5) und Viaccess „3“ (Version 2.6)
(CA-ID 0x05nn) TPS Crypt wird von TPS France verwendet, Viaccess 2.6 wird seit März 2008 vom Schweizer Fernsehen (SF) verwendet.
Wegener Compel
HiFi System
XCrypt Inc.
(CA-IDs 0x4ad1 & 0x4ad0)
Wird von einigen Anbietern auf Hotbird eingesetzt.
CoreCrypt
keine Info
Z-Crypt
(CA-ID 0x5500)
Russisches Verschlüsselungssystem
redcrypter
wird neu bei private tv hd eingesetzt
T-crypt
Bulcrypt
Wird bei Bulsatcom eingesetzt
Streamguard
Powerkey
(Amerikanisches cardless conditional access system Wird vorwiegend in Nordamerika eingesetzt z. B. im Kabel-TV und IPTV)
Wellfly
Viewcrypt
Exset
Novel-Super TV